# Група новин
Гру́па нови́н (англ. newsgroup, інша назва ньюсгрупа або ньюзгрупа) — віртуальне вмістилище повідомлень в технології NNTP, аналог каналу в IRC. Іноді замість терміна «група новин» не цілком грамотно використовується «конференція». Групи позначаються назвами, що складаються зі слів, розділених крапками (.), Наприклад gnu.emacs.help.
Термін група новин є суто технічним і нічого не говорить про приналежність, призначення або правила управління новинним ресурсом. Більшість наявних груп новин належить Usenet, але позаяк NNTP-технологію використовують не тільки в Usenet, то існують групи новин, які не мають до Usenet ніякого відношення, приватні, керовані за своїми правилами.